# Церковь Иоанна Богослова (Пори)
Храм Святого апостола и евангелиста Иоанна Богослова (фин. Pyhän Apostoli ja evankelista Johannes Teologin kirkko) — православный храм в городе Пори, в Финляндии, входящий в юрисдикцию Хельсинкской митрополии Константинопольского патриархата.

## История
Православная община в городе Пори возникла в 1940 году в связи с переселением вглубь Финляндии православных жителей Карельского перешейка. Первоначально финская община арендовала городское помещение, приспособленное под храм, а в 2002 году по проекту архитектора и пастора Матти Поркка (Торнио) построила здание православного храма в районе Кяппяря, близ городского кладбища.
В 2001 году архиепископом Карельским Львом (Макконеном) было освящено место под строительство церкви, а 29 сентября 2002 года новопостроенный храм был освящён митрополитом Гельсингфорским Амвросием (Яаскеляйненом).
Иконостас храма исполнила иконописец Маргит Линту (Тампере), а другие храмовые иконы — иконописец Харри Стефаниус (Пори).
Служивший в церкви течение ряда лет священник Йорма Кудьой 4 октября 2013 года был найден мёртвым, после чего священнослужители приезжают периодически из Тампере.